# Strigiformes
Estrigiformes são aves da ordem Strigiformes, que inclui aves de rapina, tais como corujas, mochos e murucututu. São caçadoras eficientes, usando sobretudo seus olhos extremamente aguçados e movimentos rápidos. Além disso, são extremamente atentas ao ambiente, têm grande capacidade de girar o pescoço e voar silenciosamente devido a penas especiais muito macias e numerosas que compõem suas asas. São providas, muitas vezes, de penachos na zona superior da cabeça, olhos grandes e frontais. Tais aves possuem, em sua maioria, hábitos notívagos, alimentando-se de pequenos mamíferos (principalmente de roedores e morcegos), insetos, aranhas, peixes e outras aves. Engolem suas refeições por inteiro e depois regurgitam os restos alimentares que não puderam ser digeridos em pelotas com pelos e fragmentos de ossos.
Os estrigiformes são animais que possuem significados para muitas culturas humanas desde a pré-história. Na Grécia Antiga o símbolo da Deusa da sabedoria, Atena, era uma coruja do gênero Athene: o mocho-galego. Também são consideradas o símbolo da filosofia.

## Anatomia
As corujas possuem faces que se assemelham às humanas devido a presença de grandes olhos voltados para frente. Possuem bicos curvos e garras muito fortes, encurvadas e afiadas. Contam com plumagem muito macia, o que reduz o ruído da batida de asas durante o voo e permite que  as corujas localizem e se aproximem das presas sem serem percebidas. Além disso, a plumagem permite que as corujas se camuflem ao ambiente, sendo quase invisíveis contra a casca de uma árvore. A cor da plumagem varia de branco, passando por muitos tons de bege, cinza ou marrom-avermelhado a marrom profundo, sendo que a maioria têm padrões de listras ou manchas. Corujas do gênero Glaucidium e algumas do gênero Athene apresentam um padrão de coloração no dorso que parecem olhos; essa característica é observada principalmente em espécies com hábito semi-diurno, e ajuda a afastar os predadores. Muitas possuem penachos ou "falsas orelhas", que são ornamentais e também ajudam a afastar predadores.
As famílias Tytonidae e Strigidae podem ser facilmente diferenciadas pelo formato da face: as corujas da família Tytonidae apresentam face em formato de coração, enquanto as pertencentes à família Strigidae não apresentam esse atributo.

### Famílias

#### FamíliaTytonidae

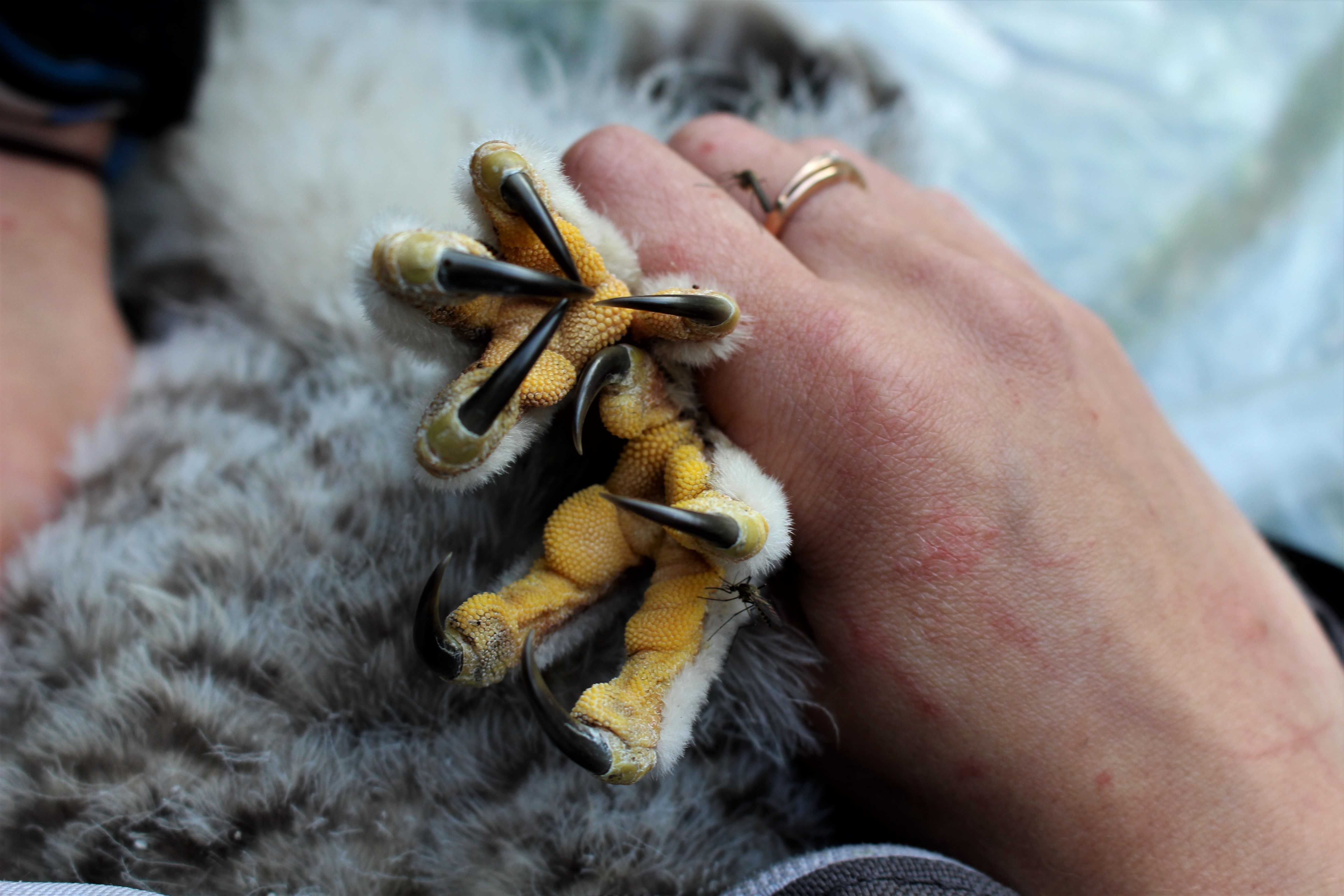
Garras da Coruja dos urais, pertencente à família Strigidae. É observável as garras poderosas, eficientes em cortar tecidos comum a todas as corujas.

A família Tytonidae pode ser facilmente identificada pela presença de um disco facial delimitado por plumas faciais que dão ao rosto uma forma de coração, como dito anteriormente, sendo que em corujas do gênero Tyto este disco é completo, enquanto que em representantes do gênero Phodilus, é incompleto na porção do pescoço e da testa. Outras características diagnósticas são: presença  dos dedos interior e do meio dos membros inferiores de mesmo tamanho; a nona rêmige primária exterior de mesmo tamanho que a décima; bico comprimido e alongado; pernas longas e cauda emarginada. Embora não esteja presente em todos os representantes, também é característica desta família a presença de uma garra pectinada no terceiro dedo do membro inferior. Popularmente, as corujas dessa família também são chamadas de "corujas de celeiro". 

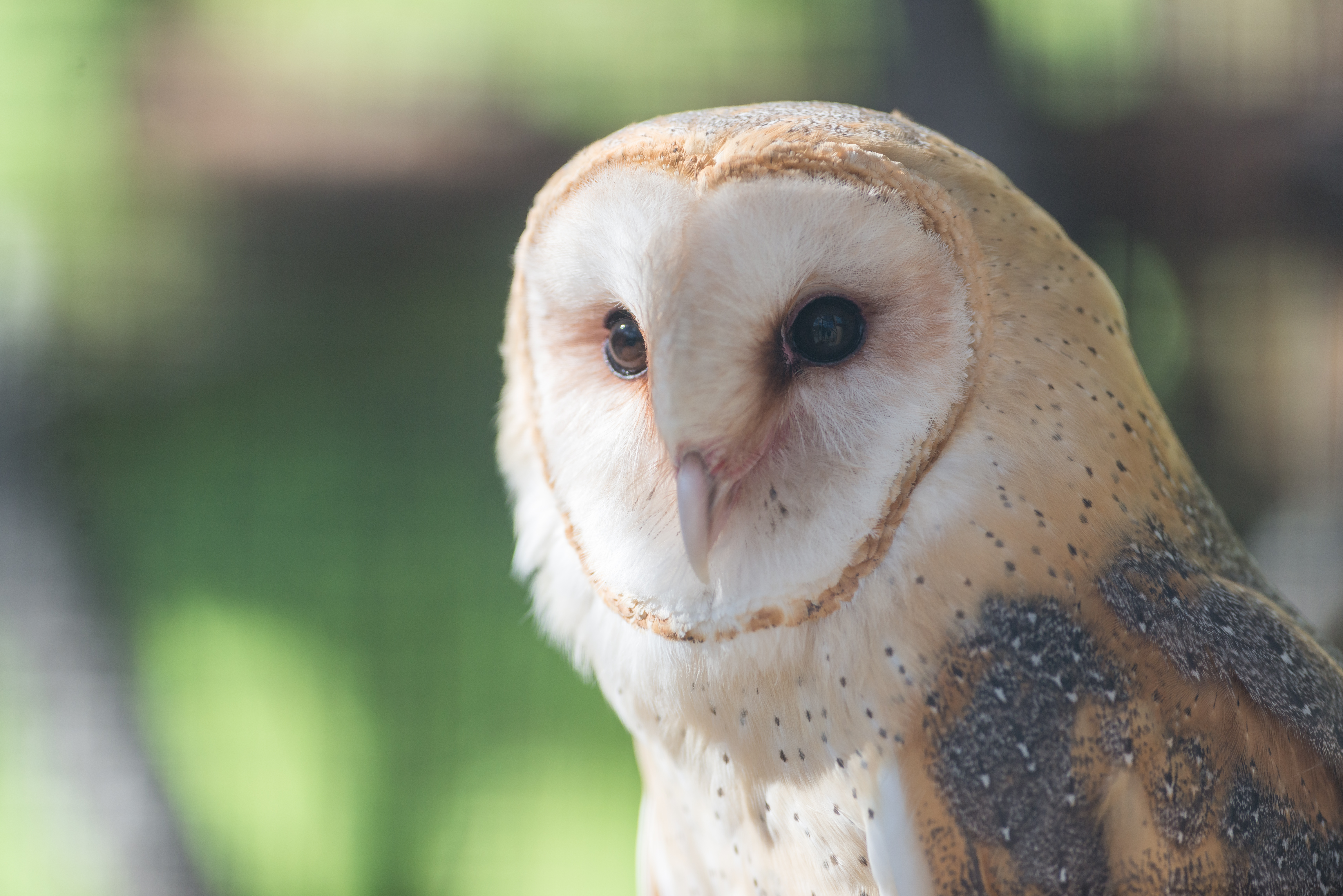
Coruja-das-torres com disco facial em forma de coração.

#### FamíliaStrigidae
As aves da família Strigidae são reconhecidas por possuírem uma cabeça grande, com disco facial e crânio arredondados, uma cauda relativamente curta, glândula uropigial exposta e fúrcula não fundida ao esterno. Elas são também chamadas de "corujas verdadeiras". Seus representantes apresentam uma grande diversidade de tamanhos e pesos.
Em comparação com a família Tytonidae, também diferem com relação a presença de quatro incisuras no seu esterno (enquanto Tytonidae tem duas), e pelo segundo dígito do membro inferior ser mais curto do que o terceiro, o qual não é pectinado.

### Adaptações à predação
As corujas são comumente associadas à caça noturna. As corujas do gênero Tyto, por exemplo, são, em sua grande maioria, de hábito estritamente noturno. Como caçam em situações de baixa luminosidade, muitas desenvolveram sistemas auditivos muito eficientes na localização das presas. Corujas do gêneros Tyto e outros cinco gêneros da família Strigidae (Bubo, Strix, Aegolius, Pseudoscops e Asio) possuem ouvidos externos assimétricos, em forma, posição ou tamanho. Essa particularidade permite que esses animais sejam capazes de comparar diferenças sutis na sonoridade e saber a localização precisa de sua presa.
Além de sua audição, as corujas também possuem modificações em sua visão relacionadas à caça noturna: a coruja-das-torres, caça no que, para nós, é considerado total escuro, além de também atuar em diferentes graus de luminosidade, como fim ou começo do dia, principalmente aquelas que vivem nos trópicos.

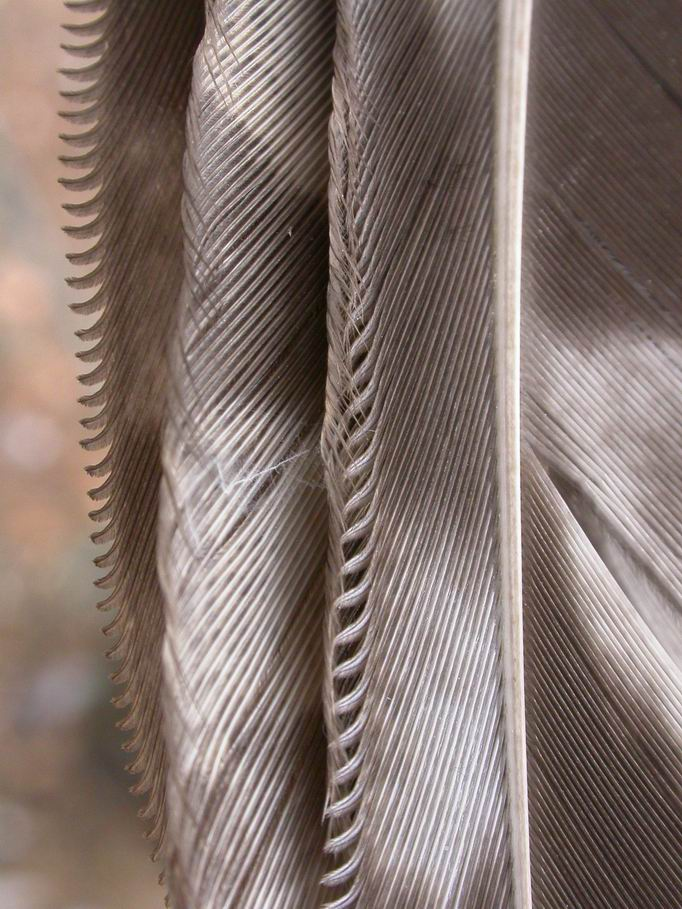
Pena de Asio otus. É possível observar a franja (ou dentadura) em forma de pente na extremidade da pena.

### Adaptações ao voo silencioso

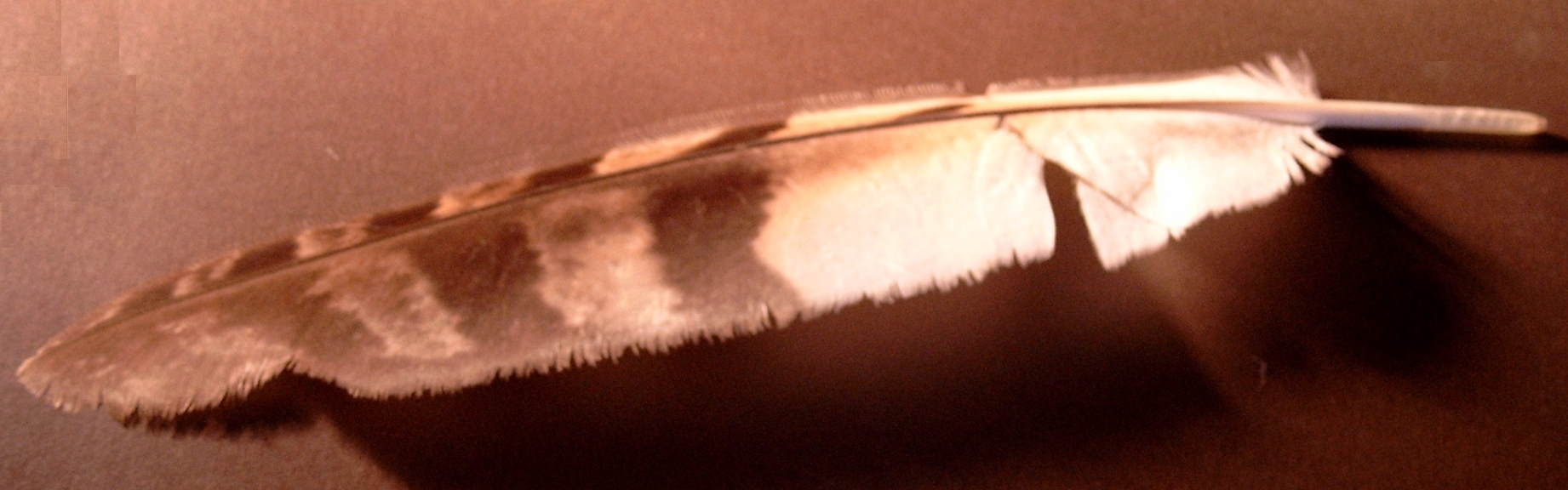
Rêmige de uma coruja.

O voo das corujas é uma das adaptações que auxiliam na predação. Esses animais conseguem realizar o que é chamado de voo silencioso, que permite que não sejam percebidos pelos presas ao se aproximarem.
Para que o voo silencioso seja possível, as extremidades frontais das asas possuem uma franja rígida semelhante a um pente, também chamada de dentadura, que auxilia no direcionamento do ar e na redução do barulho. Nas extremidades traseiras das asas, elas possuem uma franja macia, com uma aparência de cabelo, reduzindo, assim, a turbulência onde os fluxos laminares de ar direcionados pelas duas porções das asas encontram-se. As penas das asas possuem uma composição macia que abafa o som decorrente do encontro destas com o ar no bater de asas.

### Dimorfismo sexual
Características morfológicas e comportamentais podem indicar se uma coruja é um macho ou uma fêmea. Com relação ao tamanho corporal e coloração das penas, em geral, fêmeas são maiores e possuem penas de tonalidades mais escuras que os machos.

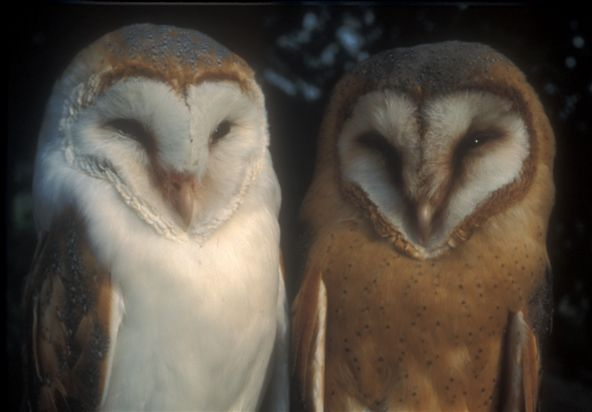
Macho da subespécie Tyto alba alba (esquerda) e fêmea T. alba guttata (direita). É possível observar o padrão de manchas na fêmea.

Na maioria das linhagens de aves e mamíferos, a competição intraespecífica entre machos resultou em um aumento no tamanho masculino. Entretanto, em estrigiformes é observado o dimorfismo sexual reverso com relação ao tamanho dos indivíduos de cada sexo em muitas de suas espécies. Isto significa que as fêmeas costumam ser maiores do que os machos em questões de atributos morfológicos assim como em massa corporal, embora existam espécies nas quais os machos são maiores do que as fêmeas, como Ninox rufa', Ninox strenua, Ninox connivens e Uroglaux dimorpha. O dimorfismo sexual reverso está presente também em outras aves que não as Strigiformes, principalmente em outros nos táxons Accipitridae, Falconidae e Charadriiformes.
A questão que mais intriga os pesquisadores está relacionada à origem deste padrão nestes táxons, investigando-se principalmente quais mudanças na história de vida, morfologia e ecologia desses animais acompanharam a evolução do dimorfismo sexual. São muitas as explicações derivadas desta indagação, sendo possível agrupá-las em três grupos de acordo com sua ideia principal.
Entre as hipóteses que são propostas para responder essa pergunta, a delimitação de tarefas específicas entre machos e fêmeas durante acasalamento é frequentemente utilizada como argumento central. Baseado nele, alguns sugerem que as fêmeas têm maior tamanho pois assim poderiam incubar os ovos com maior eficiência; outros que, em casos de escassez de alimentos, elas seriam capazes de acumular mais reservas para cuidar de sua prole. Enquanto os machos, se supõem que, por estes serem menores, são mais ágeis e inconspícuos, o que os colocariam em vantagem na obtenção de alimento.
Outras hipóteses fundamentam-se no comportamento dessas aves, e sugerem que fêmeas maiores obtém mais sucesso ao competir com outras fêmeas por machos, ou ainda, que fêmeas de maior tamanho são mais eficientes na subjugação destes, fortificando o vínculo entre pares e aumentando o fornecimento de alimentos por parte do macho.
O último grupo de hipóteses pauta-se na ecologia, sugerindo que o dimorfismo sexual de tamanho possa ocorrer devido a uma diferenciação de nichos entre machos e fêmeas, o que diminui a competição pelos mesmos recursos; no entanto, com esta explicação, não seria possível determinar qual dos sexos apresentaria maior tamanho.

### Sistemas sensoriais

#### Sistema visual

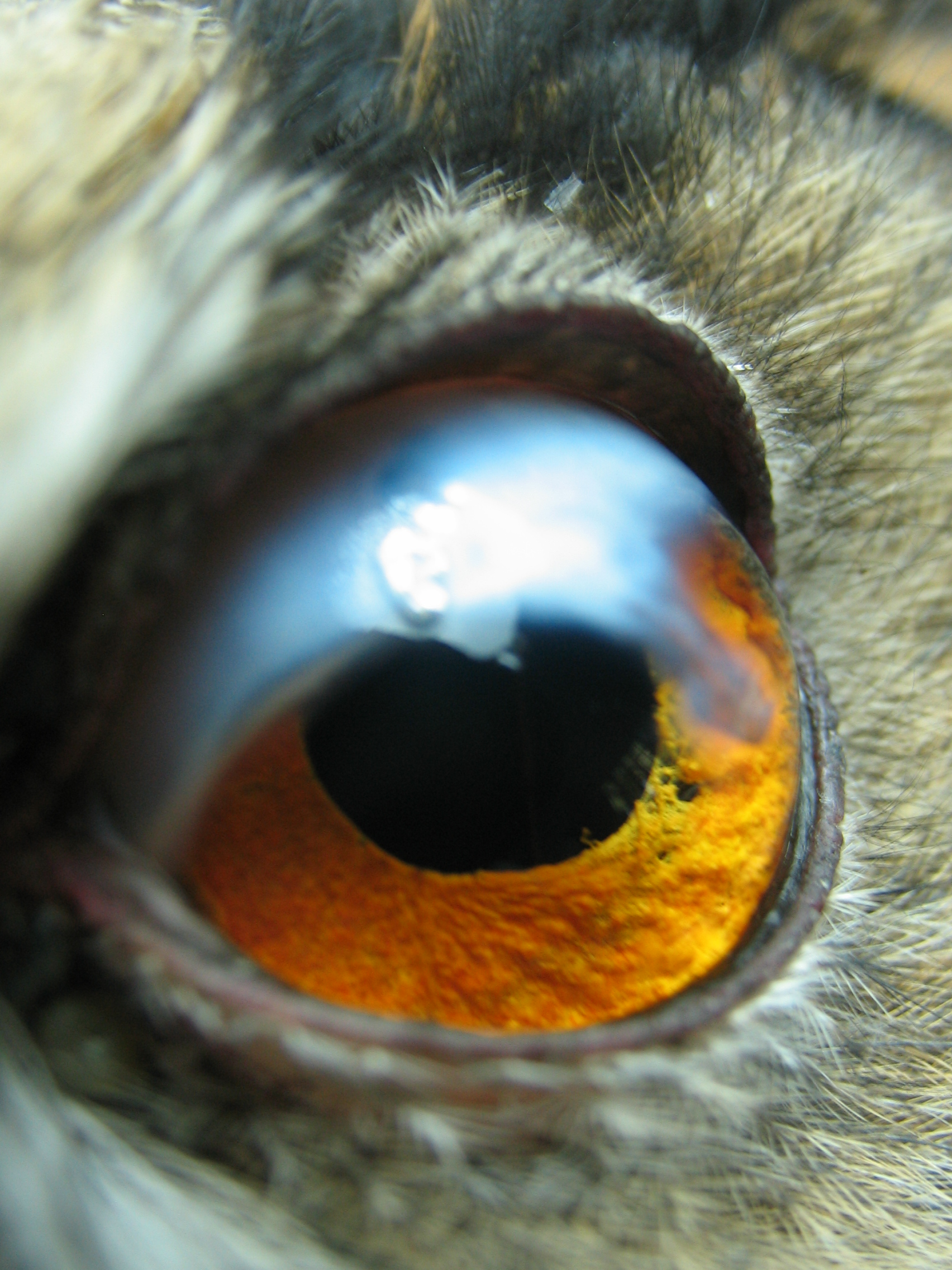
Olho de Bubo bubo.

Os olhos das corujas se localizam frontalmente no rosto, o que favorece a percepção de profundidade, mas desfavorece a visão panorâmica. Eles são tubulares e tão grandes em relação ao crânio que boa parte deles se estende para fora das órbitas. Este arranjo impede movimentos oculares, já que os três pares de músculos usados para mover os olhos das aves são empregados em outras funções. Os grandes olhos das corujas são um desafio à tendência de diminuição de peso nas aves, principalmente das estruturas periféricas, como as da cabeça; por isso, o formato tubular dos olhos pode ser uma “solução”: os olhos são grandes, mas as partes periféricas são removidas, diminuindo seu peso.
Já que nestes animais os olhos se encontram imóveis e posicionados frontalmente no disco facial, para que a coruja seja capaz de enxergar objetos em sua traseira ou laterais, é preciso que ela recorra a movimentação de sua cabeça. Dito isso, as corujas podem girar a cabeça até 270 º e aumentar, assim, seu campo de visão. Para permitir essa flexibilidade, as corujas têm 14 vértebras cervicais (em comparação com sete em humanos) e adaptações em seu sistema circulatório, permitindo a rotação sem parar o fluxo sanguíneo para o cérebro.
Ao contrário do que se acredita, essa grande flexibilidade do pescoço não é incomum em aves. É suposto que isso está essencialmente relacionado a sua habilidade de voo e que durante este, aves frequentemente rotacionam seu corpo 270 ° em relação a cabeça, a qual continua estabilizada em nível constante.
A visão noturna das corujas é mais sensível e acurada que a humana, embora não sejam capazes de enxergar na ausência total de luz. Elas possuem em sua retina uma estrutura chamada de tapetum lucidium, que aumenta sensibilidade visual à noite. No entanto, o principal fator que permite a visão em baixa luminosidade é a presença de uma grande pupila, a qual é capaz de criar imagens de 2 a 7 vezes mais claras do que as percebidas por seres humanos, devido ao seu maior diâmetro.

Além disso, a relação entre bastonetes e cones na retina desses animais é de muito mais bastonetes do que cones. Isto significa para as corujas uma menor possibilidade de distinção entre cores do que algumas aves diurnas, por exemplo, dado que os bastonetes têm alta sensibilidade à luz, porém fornecem poucas informações sobre cores. Apesar dessas aves serem majoritariamente conhecidas por sua visão noturna, ao contrário da percepção popular, as corujas possuem também uma boa acuidade visual em condições de alta luminosidade.

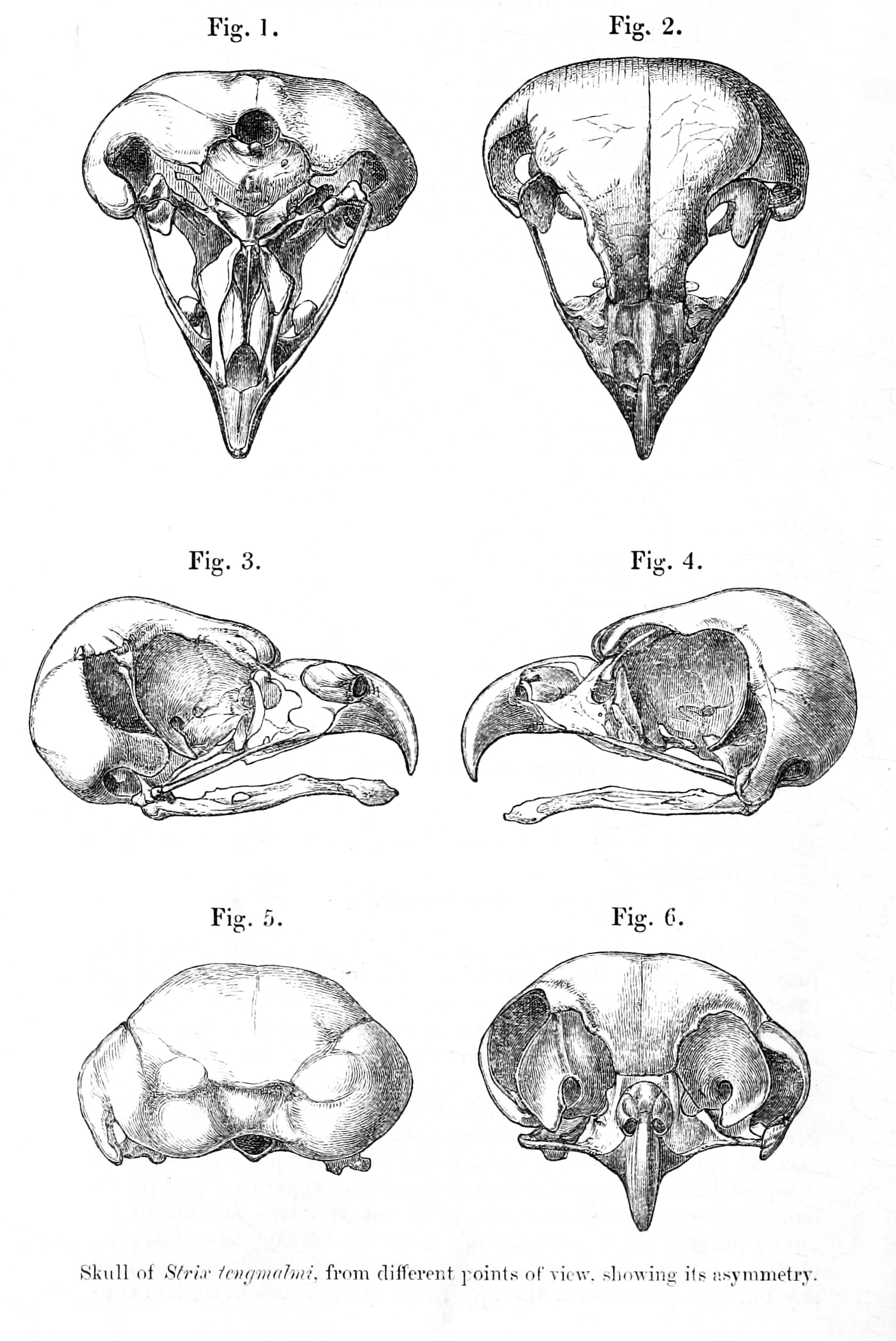
Crânio de Aegolius funereus mostrando assimetria.

#### Sistema auditivo
O sistema auditivo das corujas também é especializado em detectar e localizar presas. Elas possuem cabeças grandes, sendo que muitas  espécies apresentam um disco facial com penas refletivas que atua como um coletor de som eficaz. Esse disco amplifica o som e sua presença está relacionada à localização da presa na coordenada vertical, de forma que se as penas forem removidas, essa capacidade fica prejudicada. Além disso, algumas têm ouvidos assimetricamente colocados no plano vertical, o que permite a capacidade de perceber a elevação e posição horizontal com grande precisão, pois o som que chega aos dois ouvidos se diferencia em termos de intensidade, tempo de chegada e qualidade espectral. As espécies que possuem ouvidos simétricos precisam movimentar a cabeça em pelo menos duas posições para orientar o som corretamente.
A assimetria auditiva bilateral (ou seja, o posicionamento dos ouvidos a diferentes alturas em cada lado da cabeça), envolve diversas adaptações morfológicas e surgiu de 5 a 7 vezes durante a história evolutiva dos estrigiformes. Em algumas espécies, a assimetria é aparente no crânio; em outras, ela ocorre devido à diferenciação de tecido mole no ouvido externo. É uma grande vantagem para as corujas localizar a presa em duas dimensões, tendo em vista que no momento da caça elas estão em pleno voo ou apoiadas sobre um poleiro, enquanto as presas são terrestres e têm a capacidade de se esconder. Além disso, localizar a presa horizontal e verticalmente é também uma vantagem no caso de presas em movimento. No geral, as espécies detentoras dessa característica são estritamente noturnas e especializadas em caçar pequenos roedores. As mais conhecidas são as corujas-das-torres.
Quanto a sensibilidade do sistema auditivo das aves, nota-se que esta é semelhante a dos seres humanos, apesar do pequeno tamanho dos ouvidos das aves. Isso é possível pois esse sistema conta com membranas timpânicas grandes em relação ao tamanho da cabeça, o que aumenta a sensibilidade auditiva. Essa sensibilidade é especialmente maior nas corujas, pois elas têm os maiores tímpanos em relação ao tamanho da cabeça entre as aves.
Assim como os tímpanos, as corujas apresentam grandes cócleas, bem como centros auditivos bem desenvolvidos no encéfalo. Essas características tornam  a audição um sentido importante na captura de presas no escuro, como foi demonstrado em um teste experimental de capacidades acústicas para a orientação realizado com suindaras. Nesse experimento, as suindaras eram capazes de capturar camundongos na escuridão total. Se os camundongos arrastassem um pedaço de papel, este era capturado invés do camundongo, evidenciando que o estímulo usado para localizar a presa era o som.

## Reprodução
Enquanto nas regiões tropicas o período reprodutivo das corujas pode ocorrer durante todo o ano (principalmente no final da estação seca), em regiões de clima temperado esse período se restringe à primavera. Durante o período reprodutivo machos e fêmeas cantam e chamam para atrair parceiros sexuais. As corujas  podem acasalar com diferentes parceiros a cada estação reprodutiva ou formar pares monogâmicos durante toda a vida, dependendo da espécie. Os machos podem oferecer presas às fêmeas como presentes nupciais; o cortejo envolve, além do ritual de alimentação da fêmea, display e cantos específicos, e a cópula ocorre após o entardecer. 

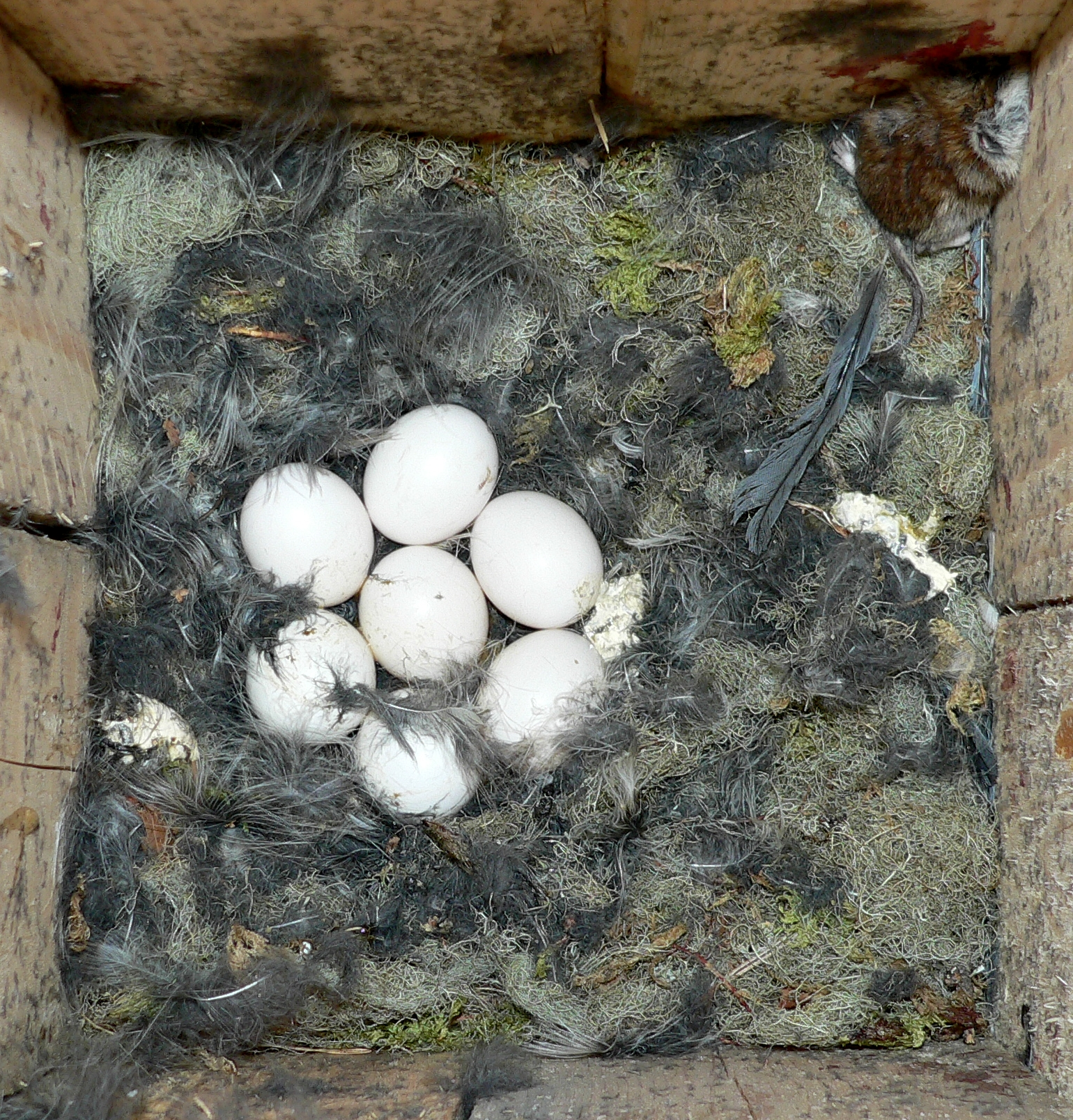
Ninho de Aegolius funereus, com ovos e comida.

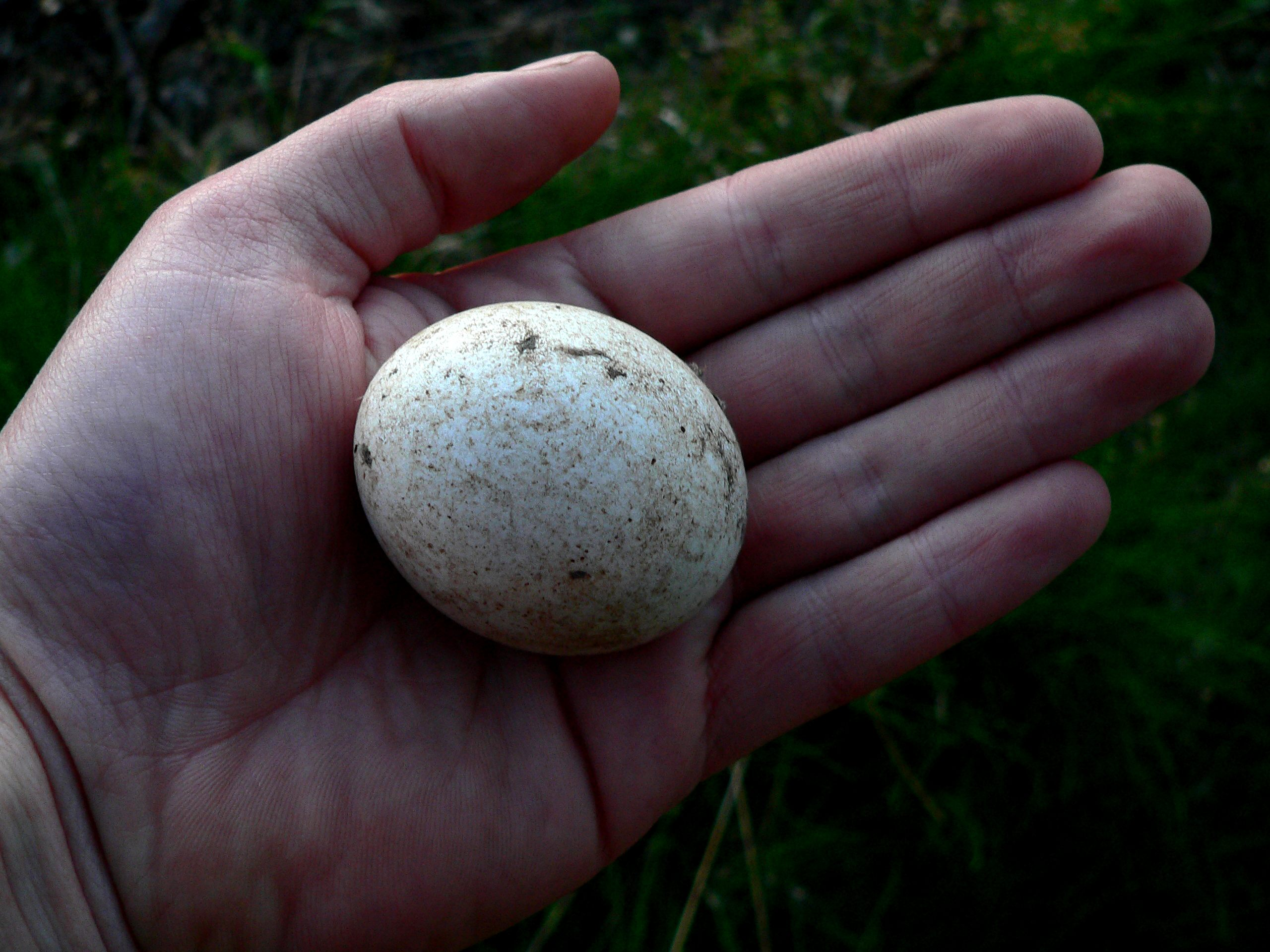
Ovo de Strix uralensis.

A reprodução das corujas está diretamente relacionada à disponibilidade de alimentos. Costumam procriar apenas uma vez por ano, mas quando há fartura podem procriar duas ou três vezes. Entretanto, em períodos de escassez, a postura costuma ser menor, podendo ocorrer a morte de filhotes fracos.

### Nidificação
As corujas dificilmente constroem ninhos (no máximo ampliam depressões e cavidades preexistentes), mas podem utilizar pequenas depressões no chão e cavidades em troncos ou cupinzeiros. Muitas vezes nidificam em ninhos e cavidades feitos por outros animais. Algumas forram os ninhos com restos de pelotas e alimentos, folhas secas, vegetação ou esterco para acomodar os ovos ou fornecer alguma proteção para os mesmos. Outras, como as suindaras, podem ainda estabelecer ninhos em forros de construções abandonadas.
Frequentemente, a cavidade do ninho adquire um papel de poleiro durante o dia no período não reprodutivo. Algumas espécies, como as do gênero Otus, podem reutilizar o ninho no ano seguinte e, portanto, mantêm o local da nidificação sempre limpo. Outras espécies abandonam o local com material fecal e restos que foram regurgitados e trocam de ninho a cada postura.
Strix nebulosa pode construir seu ninho em árvores, enquanto pequenas corujas do deserto dependem de buracos feitos por pica-paus em cactos. Como os locais de nidificação são limitados, é comum observar competição por ninhos. As corujas que nidificam em cactos do deserto de saguaros foram prejudicadas pela invasão de Sturnus vulgaris nesse ambiente, pois o estorninho é uma espécie agressiva e abundante, ocupando a cavidade dos cactos antes que as espécies nativas retornem do inverno.
Em relação a postura de ovos, normalmente constitui-se de dois a três ovos postos em intervalos de poucos dias. Apenas as fêmeas incubam, sendo alimentadas pelos machos durante esse período que pode variar entre 20 e pouco mais de 30 dias. Após a eclosão, o cuidado parental é executado inicialmente apenas pelas fêmeas, mas posteriormente ambos os pais cuidam da prole, defendendo o ninho ativamente com voos rasantes sobre possíveis invasores e emissão de vocalização de advertência. Os ovos são brancos e ovais, indicando que provavelmente não há necessidade de camuflagem visto que logo após a sua postura inicia-se a incubação.

## Comportamento
Embora muitas pessoas acreditem que todas as corujas são estritamente noturnas, há algumas exceções como a coruja buraqueira e o caburé, que podem apresentar atividade também durante o dia. No entanto, a maioria desses animais é de fato noturna, com picos de atividade no entardecer e no amanhecer, deixando seu ninho no crepúsculo caçar. Durante a madrugada, são alternados períodos de inatividade, canto e caça.

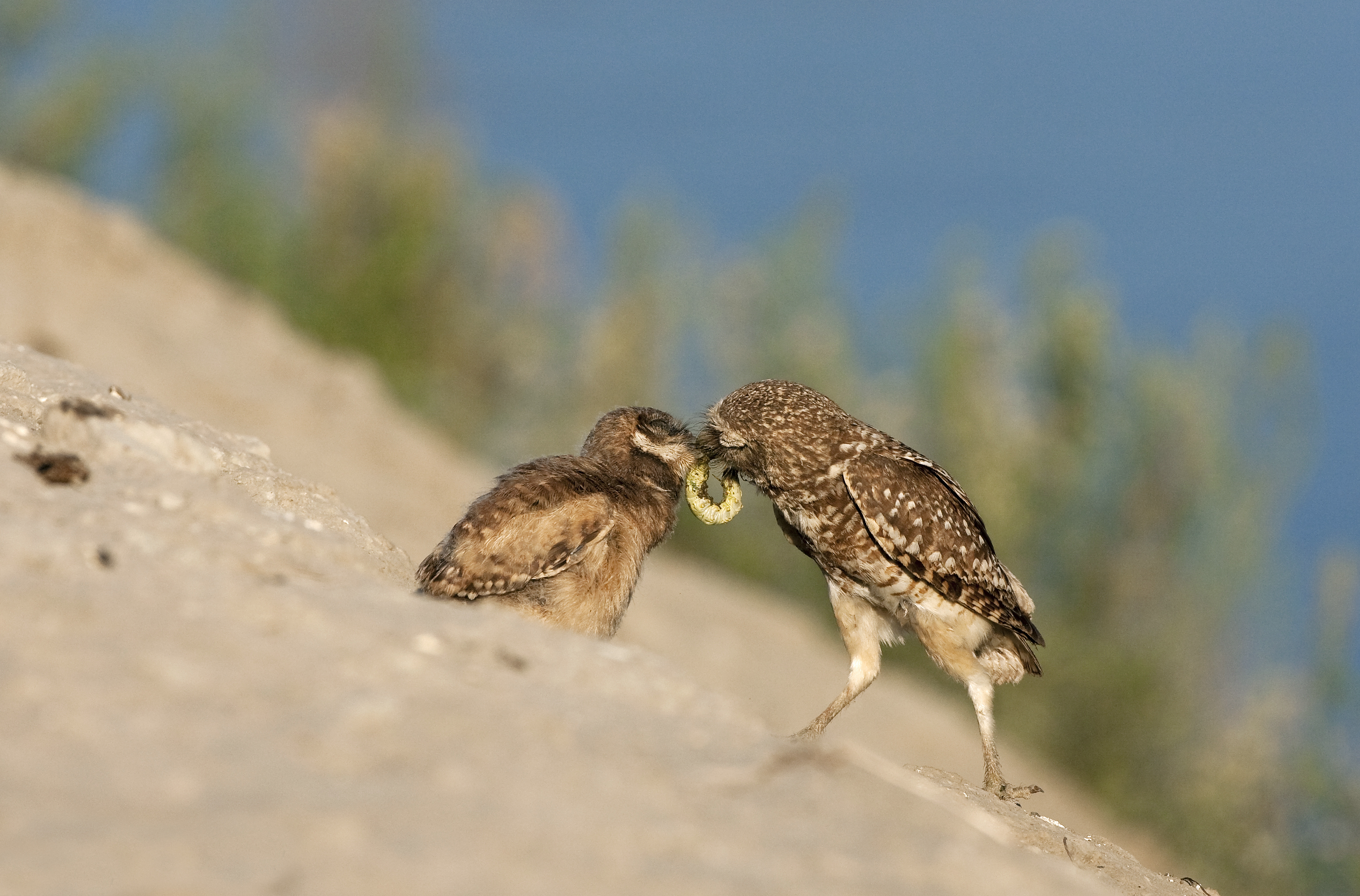
Coruja-buraqueira alimentando filhote.

### Comportamento defensivo
Apesar de muitas espécies de corujas ocuparem o topo (ou próximo do topo) da teia alimentar, algumas espécies de pequeno tamanho corporal podem ser predadas por animais como gaviões, corujas maiores e mamíferos carnívoros, e, por isso, apresentam comportamento defensivo. O animal eriça as penas, "inflando" o corpo e estala o bico para tentar amedrontar o predador. Alguns filhotes, como o da suindara, também emitem chiados estridentes.
Além disso, a maioria das corujas grandes abrem suas asas até a metade e as giram para frente de modo que as penas são levantadas, ficando com a aparência assustadora, além de bater o bico e balançar o corpo de um lado para o outro. Este comportamento é utilizado tanto para proteção do ninho como para proteção própria contra ataques de predadores. Durante o dia, ao serem atacados por pássaros, estes animais se camuflam na madeira, tomando a aparência de um galho quebrado. Para isso, a coruja fecha os olhos pela metade e comprime a plumagem.

### Alimentação

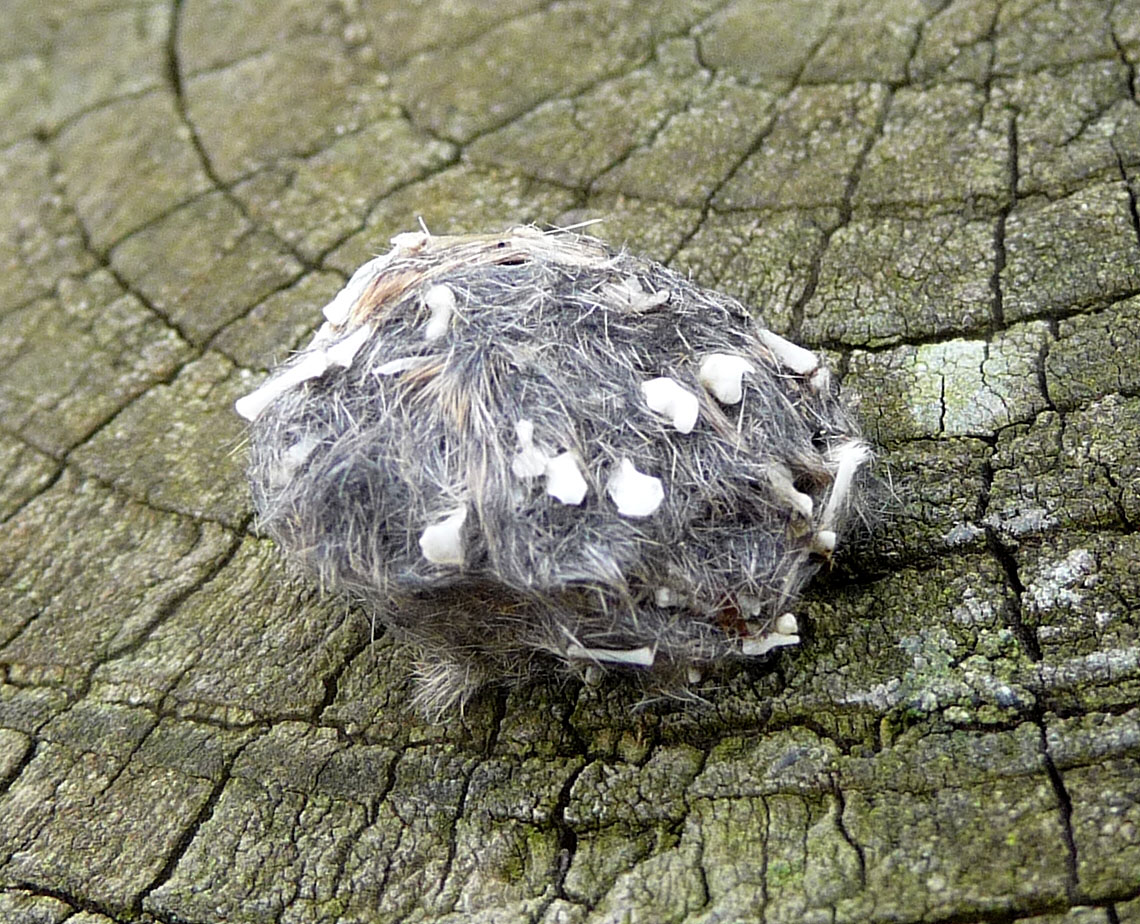
Pelota regurgitada após alimentação.

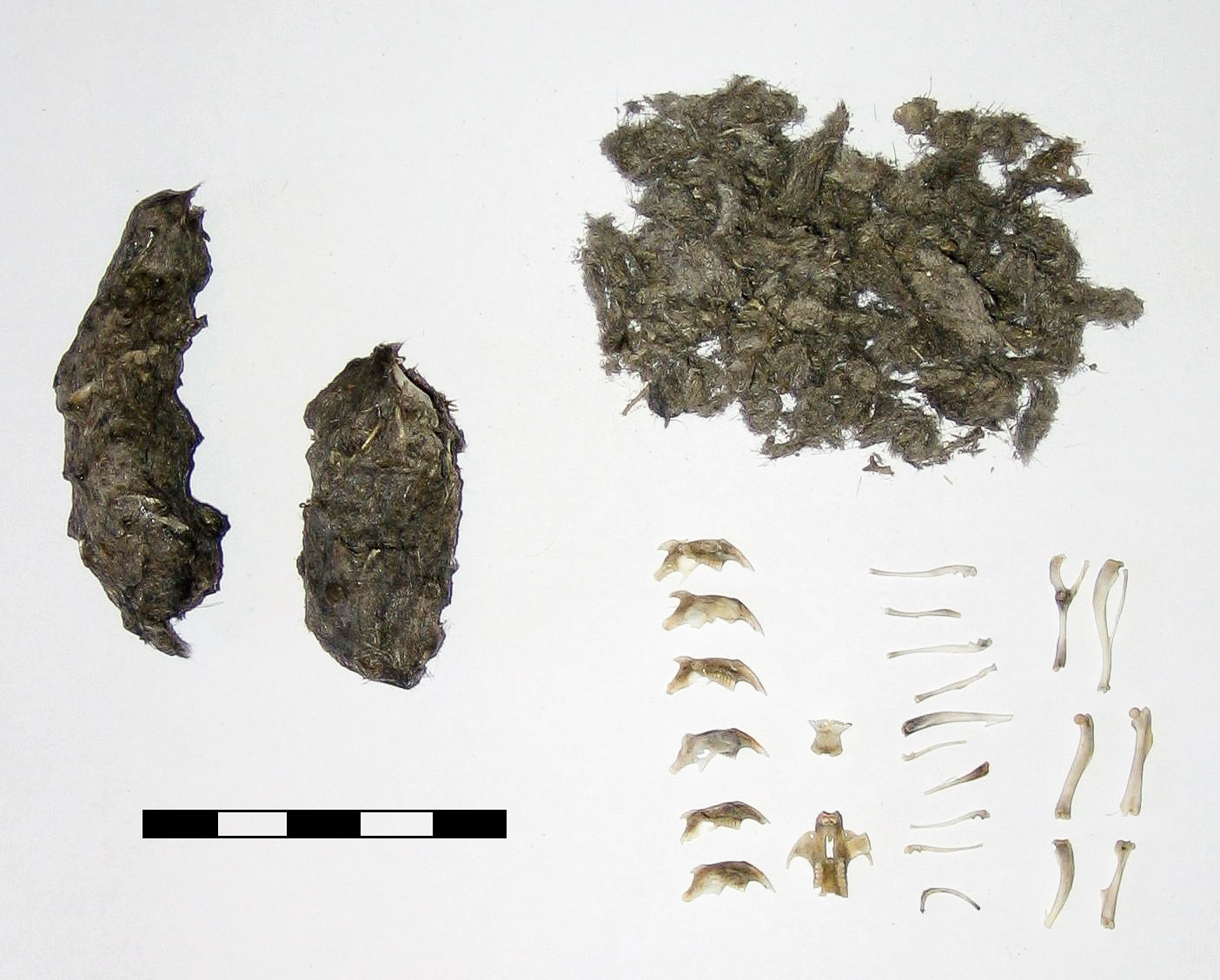
Pelota de Asio otus. mostrando ossos e pelos de presas.

Corujas são aves predadoras e podem se alimentar de vertebrados e invertebrados. Roedores silvestres e insetos são suas principais presas, mas podem se alimentar de outros animais como aves, morcegos, escorpiões, aranhas, cobras e peixes. Há espécies generalistas (consomem diversos tipos de alimento) e especialistas (consomem uma pequena variedade de alimentos). Em geral verifica-se um padrão, embora não seja uma regra, na alimentação das corujas: corujas menores costumam se alimentar de insetos e corujas maiores se alimentam principalmente de pequenos vertebrados. As presas já capturadas e mortas costumam ser engolidas inteiras, sendo despedaçadas apenas quando apresentam grande tamanho.
Um aspecto interessante a respeito da digestão desses animais é o fato de que partes que não podem ser digeridas, como carapaças, pelos, penas, escamas e ossos, são regurgitadas em forma de "pelotas" compactas. Um número variável de pelotas são expelidas ao fim de cada dia ou noite como resultado da caça realizada durante a madrugada do dia anterior. As pelotas regurgitadas são uma boa fonte de informações sobre os hábitos alimentares de corujas, visto que é possível obter informações sobre a dieta desses animais sem a necessidade de sacrificá-los para estudo do conteúdo estomacal. Além disso, as pelotas também podem ser utilizadas em estudos paleoecológicos, já podem passar por um processo de fossilização.

### Caça e predação

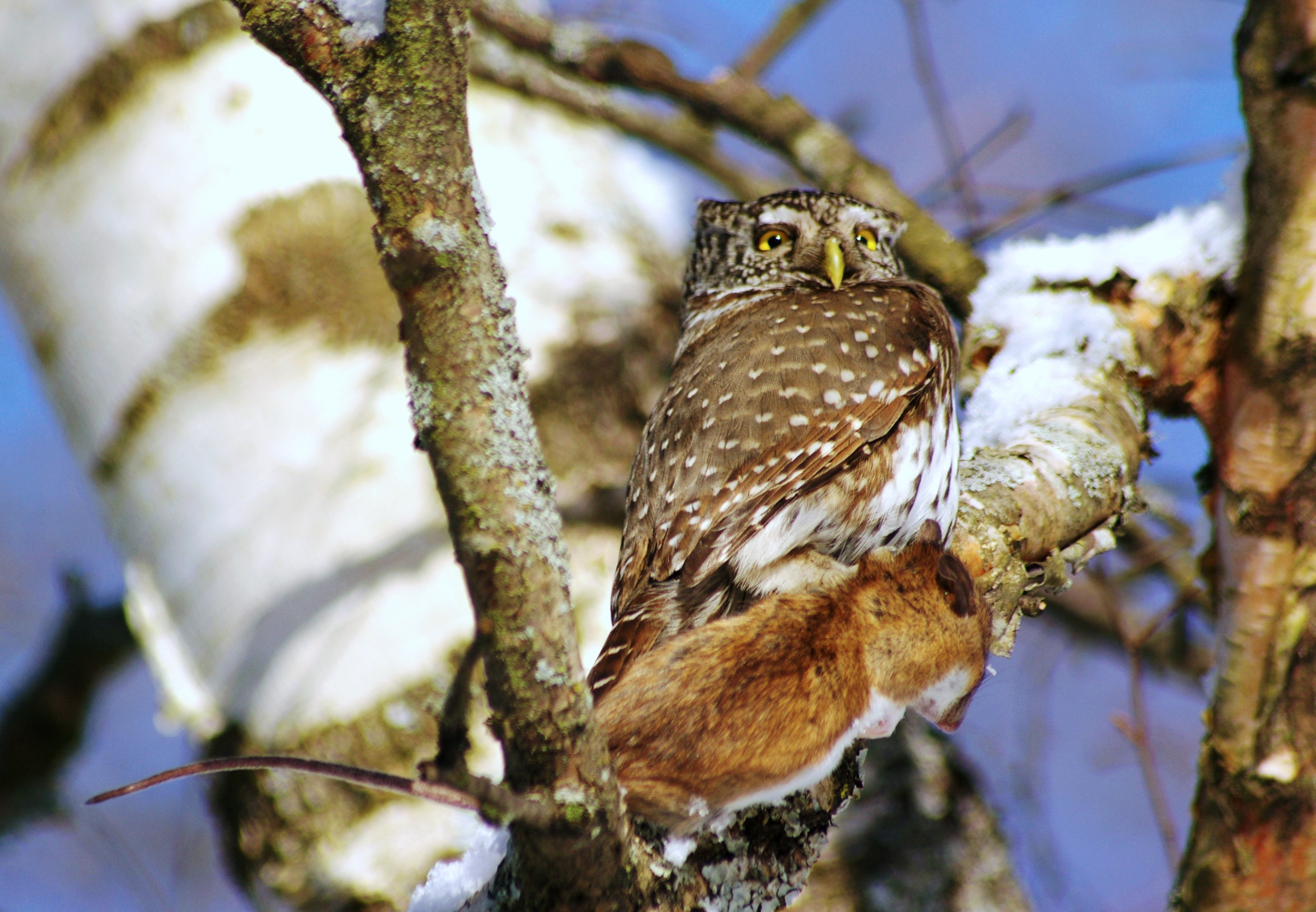
Glaucidium passerinum com uma presa.

Em geral, o tipo de presa capturada é determinado pelo tamanho da coruja e pela abundância relativa de presas em potencial. As corujas que caçam sobre pastagens, como a coruja-das-torres e o mocho-galego, caçam em voo contínuo, mergulhando em direção à grama para capturar roedores. A coruja-de-agulhas do sudeste asiático salta de um poleiro para apanhar insetos voadores. A coruja-das-torres-de-bigode apanha insetos voadores na folhagem. Algumas corujas dos gêneros Ketupa e Scotopelia são adaptadas para a captura de peixes vivos, mas também consomem outros animais. Formas ainda mais especializadas de comportamento alimentar foram observadas em outras espécies, como o mocho-duende, por exemplo, que já foi visto pairando diante de flores, onde assusta os insetos com as asas, fazendo-os voar para fora da flor, e depois os captura com o bico, e a coruja-baía-orienta, que já foi documentada esperando dentro de uma caverna para capturar morcegos quando eles saíam ao entardecer. Uma variedade de corujas pode depender de uma única espécie de presa quando ela se torna excepcionalmente abundante.

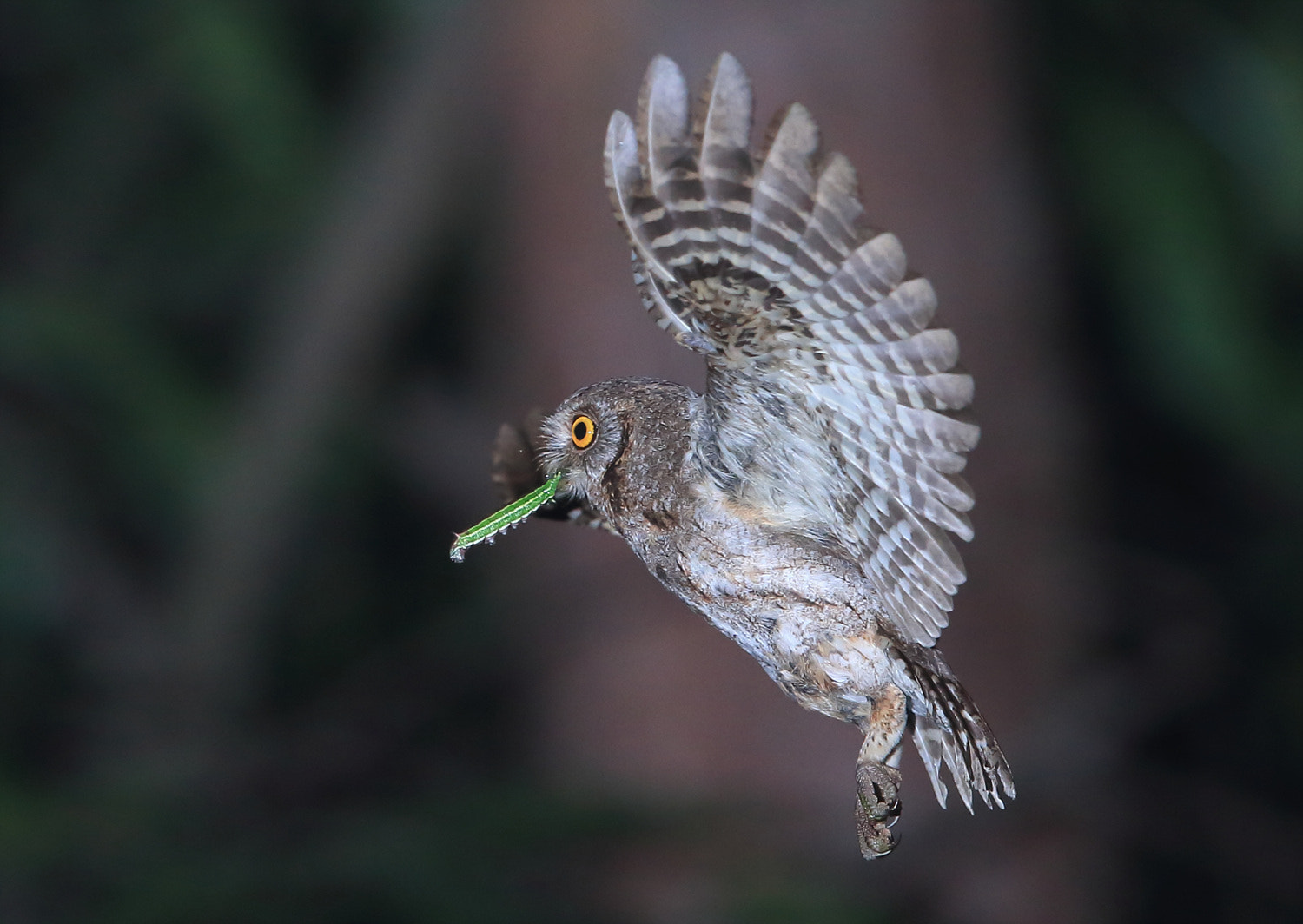
Coruja capturando uma lagarta.

É curioso notar que a cor das penas pode influenciar no sucesso da caça e no comportamento das presas. Ao avaliar o número de presas capturadas por corujas e relacionar com as fases da lua, observou-se que em noites de lua cheia as corujas brancas são mais eficientes, sendo que ratazanas permanecem paradas por até 5 segundos a mais ao avistarem uma coruja branca do que uma coruja avermelhada.

### Comunicação sonora e visual
O som é especialmente importante para as corujas no acasalamento e na defesa territorial. Os sons habituais de corujas incluem estalos de bico, batidas de asas em voo e uma variedade de vocalizações, com timbres e ritmos exclusivos de cada espécie. O tom difere entre os sexos, sendo o da fêmea mais alto.
Embora menos melodiosa do que os chamados de alguns pássaros, as vocalizações de muitas corujas são cantos no sentido biológico e podem até ser musicais para o ouvido humano. O canto varia de assobios profundos em algumas espécies grandes a gorjeios em muitas pequenas corujas. Quando os filhotes da coruja-buraqueira são ameaçados, os jovens emitem um chamado que lembra o zumbido de aviso de uma cascavel - um habitante frequente de tocas de roedores.

### Seleção sexual
A coloração das plumagens é muito importante na seleção sexual. As corujas fêmeas da espécie Tyto alba exibem maior quantidade de manchas pretas em sua plumagem que os machos; essa característica é determinada geneticamente, e sugere-se que os machos têm preferência por parceiras sexuais com maior quantidade de tais manchas. Ao analisar-se o papel dos parasitas na seleção sexual é possível sugerir que provavelmente essa característica da plumagem da fêmea pode estar relacionada à "bons genes" que são mais resistentes à determinados parasitas. Essa hipótese conta com suporte experimental, visto que experimentos realizados com filhotes dessa espécie que foram expostos a um determinado antígeno e cujas mães apresentavam quantidades variáveis de manchas na plumagem, mostraram que há uma correlação positiva entre a quantidade de manchas e a qualidade genética transmitida à prole. Assim, essas manchas indicam aos machos quais são as fêmeas mais imunocompetentes, havendo indícios de que os machos alimentam os filhotes com menor frequência quando as manchas das fêmeas são experimentalmente removidas.

## Ecologia
Assim como outros predadores de topo, as corujas auxiliam no controle populacional de presas como roedores, evitando explosões populacionais que trariam consequências indesejáveis tanto no ambiente natural, quanto em ambientes modificados como plantações e cidades. Estima-se que um único casal de suindaras consome entre 1 720 e 3 700 ratos, e entre 2 660 e 5 800 insetos em um ano; e que um casal de corujas-buraqueiras consome no mesmo período de tempo entre 12 300 e 26 200 insetos, e de 540 a 1 100 ratos. Assim, atuando no controle de pragas, essas aves são de extrema importância para seres humanos.

### Impacto do ser humano e das cidades

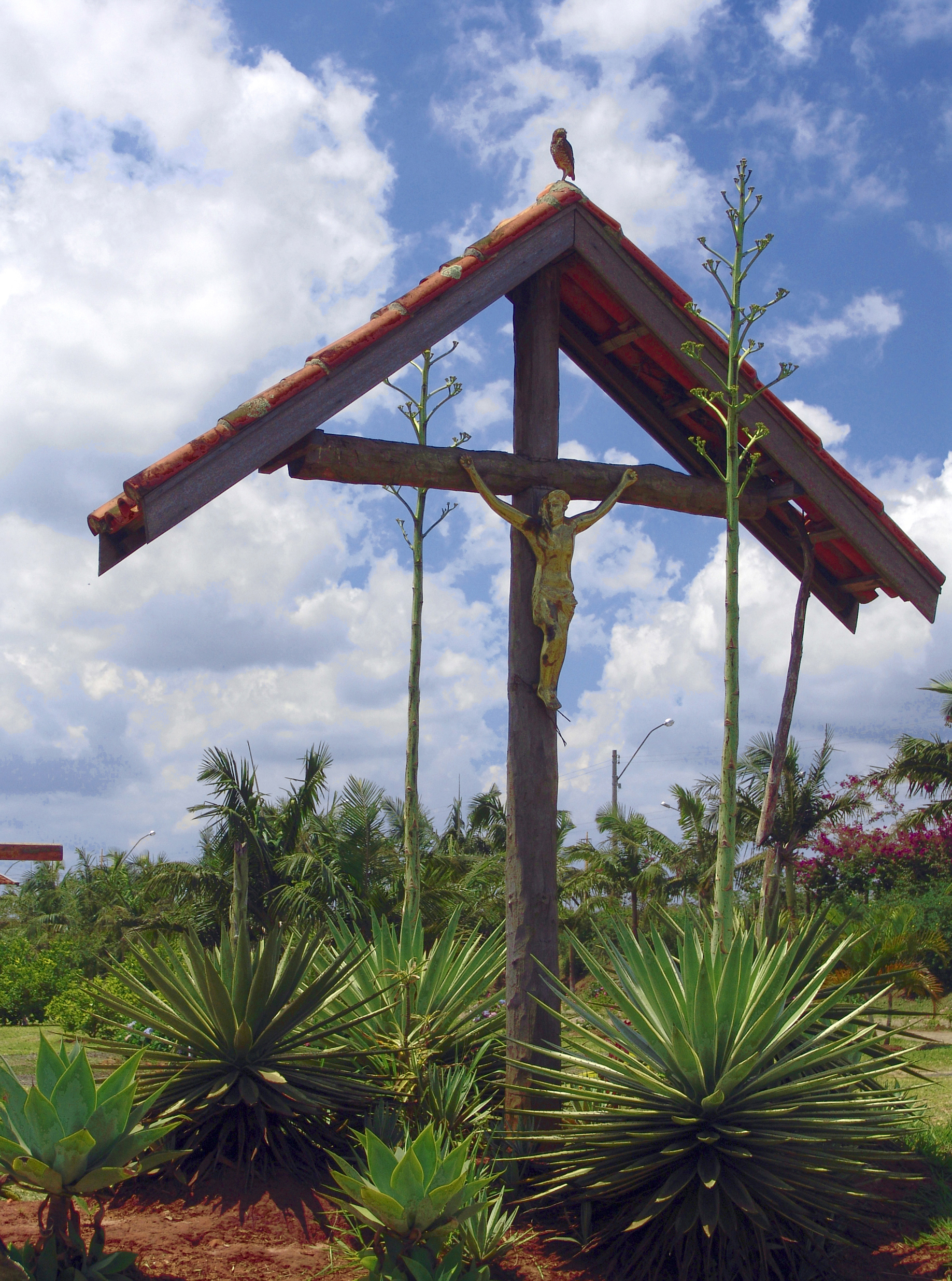
Coruja pousada no ponto mais alto de um monumento de cruzeiro

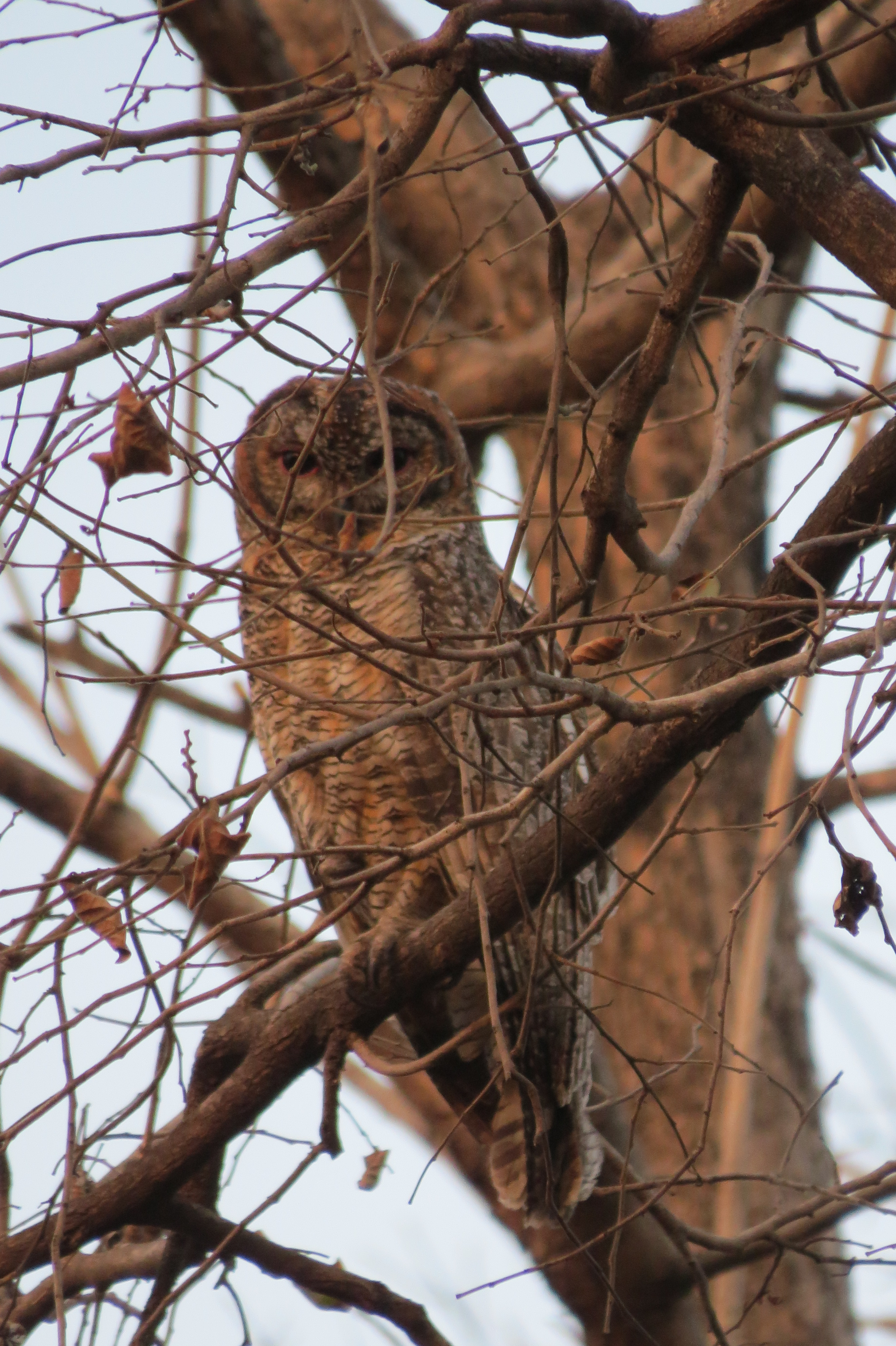
Coruja camuflando-se ao ambiente

A principal ação antrópica sobre as corujas é a caça, que pode ocorrer por diversas razões: venda no mercado ilegal, alimentação ou mesmo por motivos simbólicos e para servir como animais de estimação. Essa caça pode causar efeitos negativos à cadeias tróficas e à saúde humana, visto que essas aves são predadoras de topo de presas como roedores capazes de transmitir doenças.
Um estudo realizado com aves atendidas pela Divisão de Fauna do município de São Paulo apontou que entre as principais causas de morte em aves de rapina estão colisões com veículos, edifícios e rede elétrica; além de lesões causadas por projéteis e armadilhas. Doenças infecciosas como tricomaníase também são uma importante causa de óbitos entre esses animais.
Outro fator que também pode influenciar o ciclo de vida destes animais é a aplicação de pesticidas. Um estudo realizado na Inglaterra verificou o aumento na mortalidade de corujas devido à utilização dos pesticidas organoclorados Aldrin e Dieldrin, que estavam presentes em grande quantidade no fígado das aves.
No entanto, embora a atividade antrópica tenha grande impacto nestes animais, as corujas conseguem atingir densidades populacionais mais altas do que rapinantes diurnos, como os falcões, já que, em geral, estão escondidas nos horários de maior atividade humana.

### Estado de conservação
De acordo com a lista vermelha da IUCN (Internacional Union for Conservation of Nature), as espécies Glaucidium albertinum, Tyto inexspectata, Glaucidium nubicola, Tyto nigrobrunnea, Otus beccarii, Bubo scandiacus, Otus sagittatus, Otus angelinae, Nesasio solomonensis, Bubo philippensis, Otus nigrorum, Otus gurneyi, Scotopelia ussheri, Tyto aurantia, Tyto soumagnei, Ninox natalis, Bubo shelleyi, Megascops barbarus, Otus mendeni, Otus pembaensis, Otus hartlaubi, Ninox odiosa, Ninox ios, Ninox mindorensis, Ninox roseoaxillaris, Ninox malaitae e Ninox reyi se encontram na categoria "Vulnerable" (espécies vulneráveis).
As espécies Heteroglaux blewitti, Otus alfredi, Xenoglaux loweryi, Phodilus prigoginei, Otus ireneae, Bubo blakistoni, Otus moheliensis, Otus insularis, Otus thilohoffmanni, Otus capnodes, Otus pauliani, Ninox spilonotus, Ninox leventisi, Ninox rumseyi e Ninox sumbaensis estão na categoria "Endangered" (em risco de extinção).
As espécies Otus siaoensis, Otus feae e Glaucidium mooreorum estão inseridas na categoria "Critically Endangered" (risco de extinção crítico).
A espécie Glaucidium mooreorum (caburé-de-Pernambuco) tem sua distribuição limitada às florestas costeiras de Pernambuco e foi considerada uma espécie extinta pela lista de espécies ameaçadas do Brasil em 2014, uma vez que seu último registro na natureza foi realizado em 2001. Tem-se experimentado nas últimas décadas reproduzir a vocalização dessas aves na intenção de atraí-las em alguns remanescentes florestais (inclusive em dois locais onde havia registros antigos), mas apesar de haver comportamento agonístico de outras espécies, não houve resposta.
O caburé-de-Pernambuco foi uma espécie descrita em 2002 em dois exemplares taxidermizados na Universidade Federal de Pernambuco, coletados na Reserva Biológica de Saltinho em 1980. A Reserva Biológica de Saltinho é uma área de endemismo e está inserida na Área de Proteção Ambiental de Guadalupe, onde existem fragmentos de mata com uma matriz predominante de cana-de-açúcar. As aves endêmicas dessa região incluem espécies e subespécies aparentadas à aves encontradas na Amazônia ou na Mata Atlântica, ao sul do Rio São Francisco, o que indica que, no passado, esse local teria sido um refúgio onde a mata manteve-se presente durante períodos mais secos, criando "ilhas" onde flora e fauna evoluíram em condições únicas.

### Exploração
Em 2001, com o lançamento do primeiro filme da saga Harry Potter, centenas de corujas foram vendidas na Indonésia. Em 2016, o número de vendas destes animais subiu para cerca de 13 000. Como cada coruja no mercado de aves da Indonésia custa entre US$ 10 a US$ 30, torna-se acessível às famílias de classe média adquiri-las. Apesar do aspecto agradável aos seres humanos e de aparentarem ser de fácil manutenção, esses animais não são capazes de sobreviver por muito tempo fora dos ambientes naturais quando mantidos por pessoas sem sólidos conhecimentos a respeito de sua alimentação e comportamento.
Na Índia, muitas corujas são sacrificadas pois há uma crença popular de que esses animais possuem propriedades medicinais, ou para uso magia negra. Corujas podem ser capturas para zoológicos particulares, performances de rua, uso de garras e penas na fabricação de chapéus, entre outros usos.
Embora muitas vezes exploradas com finalidade comercial, cultural ou por inúmeros outros motivos, as corujas desempenham um papel vital nos ecossistemas, além de beneficiar os agricultores ao atacar pequenos roedores e outras pragas agrícolas sendo que sua exploração têm importância ecológica, econômica e também possui importância social.

## Cultura e simbolismo

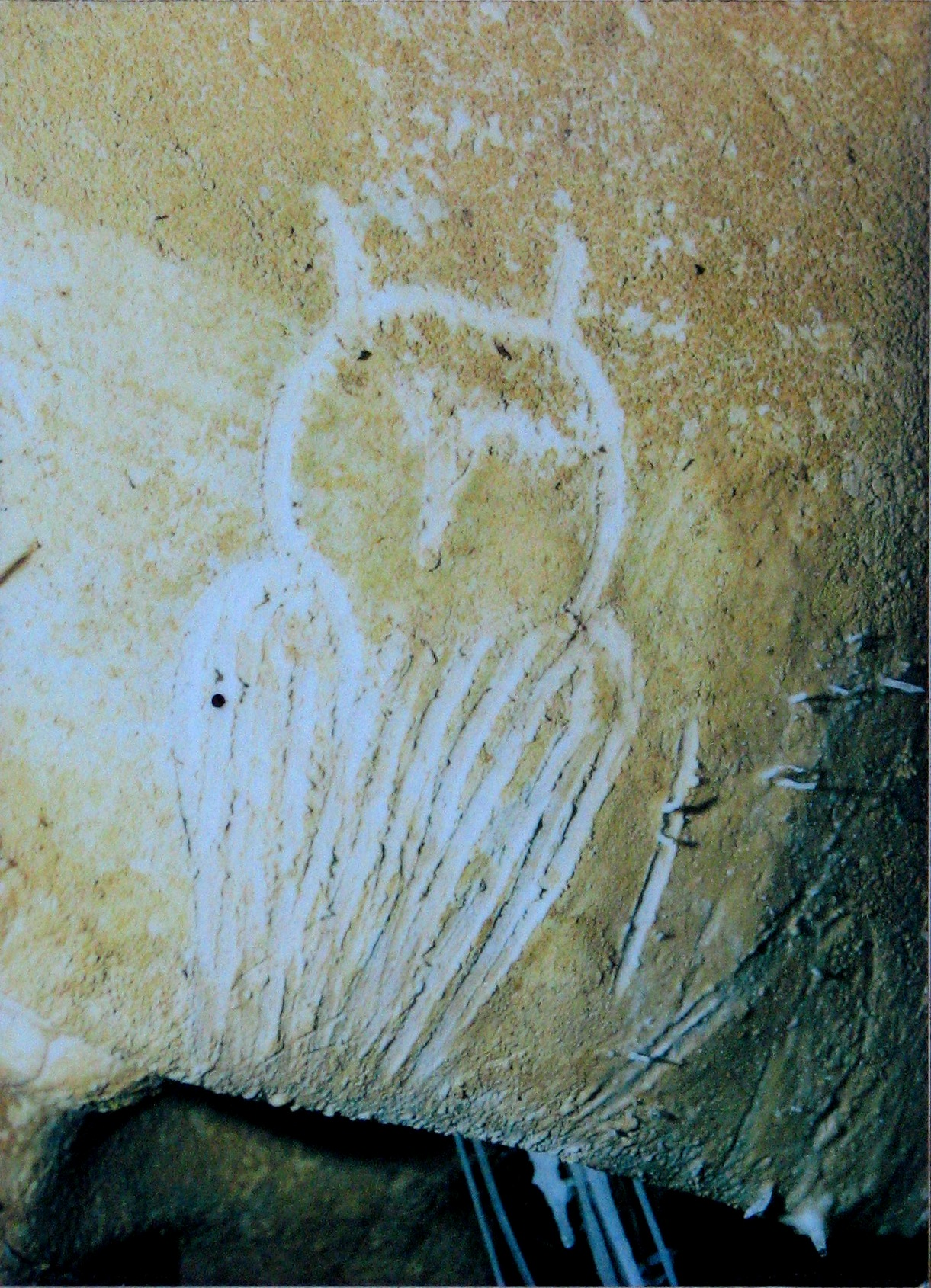
Gravura de uma coruja na caverna de Chauvet.

Os primeiros registros de corujas datam de mais de 15 000 anos atrás, em pinturas rupestres na França.
Devido ao hábito noturno, voo silencioso e às suas vocalizações, as corujas já foram consideradas símbolos de mau agouro, presságios de morte e até mesmo bruxas disfarçadas durante a Idade Média. Em algumas culturas africanas, estes animais estão ligados à magia e à feitiçaria, sendo que o povo Suaíli acreditava que as corujas traziam doenças às crianças.

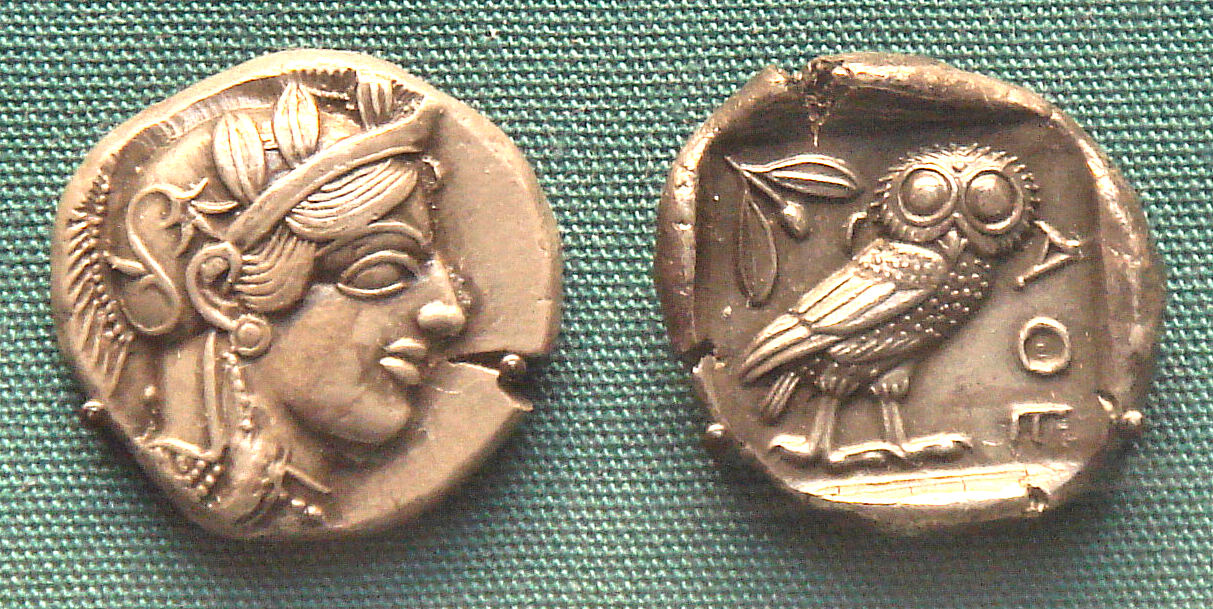
Moeda ateniense.

No entanto, também há culturas onde as corujas são bem vistas. Na Grécia antiga, o mocho-galego era o símbolo da deusa da sabedoria, Atena. Este animal era considerado um protetor e acompanhava soldados à guerra; se uma coruja voasse sobre os soldados gregos antes de uma batalha, isto era tomado como sinal de vitória. O símbolo da coruja também está marcado nas moedas atenienses. Para os índios mojave do Arizona, as pessoas se tornam corujas após a morte, sendo este um estágio intermediário antes de se tornar um besouro e, finalmente, ar puro.
Muitas culturas também utilizam as corujas como amuletos ou para curar doenças. Na Índia, por exemplo, alguns povos usam a carne das corujas para curar dores reumáticas e suas penas usadas nos travesseiros para acalmar crianças inquietas.
No Brasil, segundo uma lenda dos índios muras, o jacurutu era um cacique antropofágico que comia as crianças do povo aruaque e, por engano, se alimentou das crianças de seu próprio povo. Jacurutu foi emboscado pelos índios com ajuda do avô-tartaruga yurará-ramonha, que prendeu os pés do assassino a sua carapaça e levou-o ao rio para afogá-lo. Ao morrer, o cacique se transformou nas árvores que seriam matéria-prima para os índios confeccionarem armas e vencerem os aruaques, dominando o Rio Negro. Mas, após esse episódio, surgiu nas matas uma ave que de dia dorme em um tronco alto, e à noite passa caçando e gritando a onomatopéia de seu nome. Quando ouvem seu canto, os índios interrompem qualquer atividade, permanecendo parados, até que a ave agourenta pare o seu macabro recital. Os pajés dizem ser a alma penada de Jacurutu, que anda perdida pelos matos, cumprindo uma penitência imposta por Tupã.

## Evolução

### Taxonomia
As corujas pertencem à ordem Strigiformes, que reúne duas famílias: Tytonidae e Strigidae. Enquanto Tytonidae inclui duas subfamílias (Tytoninae e Phodilinae) e dois gêneros, a família Strigidae tem uma estrutura mais complexa, contendo três subfamílias (Striginae, Asioninae e Surniinae) e seis tribos (Otini, Bubonini, Strigini, Surnini, Aegolini e Ninoxini).
Como o plano corporal das corujas apresenta pouca variação, as características morfológicas possuem pouca importância na classificação desses animais entre as aves, pois certos caracteres podem ser convergentes, ou seja, surgidos em mais de um grupo como adaptação a pressões ambientais, não representando relações evolutivas. Em 1758, Lineu agrupou corujas, abutres, águias e falcões juntos como uma ordem Accipitres. Em 1827, as corujas foram separadas de aves de rapina diurnas como uma ordem distinta por L´Herminier; Nitsch (1840), que já reconheceu as diferenças entre Tytonidae e Strigidae. Essa visão foi apoiada por Fürbringer (1888) e Gadow (1892), que também enfatizavam uma estreita relação entre Strigiformes e Caprimulgiformes, visão mantida por Mayr e Amadon (1951). No entanto, Cracraft (1981), usando uma abordagem cladística, concluiu uma relação mais próxima entre corujas e falcões. O estudo de Sibley e Ahlquist (1990), usando hibridação DNA-DNA, sugeriu que Caprimulgiformes,Aegoltheliformes,Nyctibiformes,Steathornithiformes e Podargiformes ao invés de falcões, seriam o grupo mais próximo das corujas. Entretanto, análises de sequências de DNA mitocondrial não suportam um clado formado por Strigiformes e Caprimulgiformes. Segundo a filogenia apresentada por Prum et al, que utilizou diversos marcadores genéticos, as corujas não estão intimamente relacionadas com Falconidae nem com Caprimulgiformes; são um clado monofilético, e grupo irmão dos Coraciimorphae Dentro de um clado nomeado como afroaves, grande grupo de aves terrestres.
Atualmente, para resolver a taxonomia dentro de Strigiformes, são utilizados os chamados que as corujas emitem (que são herdados) e têm um valor considerável para o estabelecimento de relações filogenéticas. Para determinar essas relações, os taxonomistas também utilizam características do crânio e do esterno, especializações relativas dos olhos e ouvidos e o desenvolvimento do disco facial. Em alguns gêneros, a taxonomia é muito complexa, sendo englobados como caracteres comportamento, vocalizações e até mesmo parasitas, como piolhos.

### Registro fóssil
Evidências fósseis apontam que Tytonidae possui origem anterior a Strigidae. Além destas famílias, outras quatro são reconhecidas, contendo somente representantes fosséis: Palaeoglaucidae, Sophiornithidae, Protostrigidae e Ogygoptyngidae.
O registro fóssil dos estrigiformes é diverso e extenso, mas está restrito em sua maioria à América do Norte e Europa. Os primeiros registros datam de 60 milhões de anos, no Paleoceno. O fóssil inquestionável mais antigo do qual se tem registro foi encontrado no Colorado, nos Estados Unidos, e consiste em uma formação completa do tarsometatarso. Datado em aproximadamente 58 milhões de anos, a espécie (Ogygoptynx wetmorei) viveu durante o Paleoceno e foi classificada na extinta família Ogygoptyngidae.

## Distribuição
Encontram-se em todo o mundo cerca de 218 espécies de corujas que ocupam todos os continentes, exceto a Antártida. Dessas espécies, foram registradas 24 no Brasil. Entre as espécies brasileiras encontra-se uma ampla variação de tamanhos: podem ser encontrados animais tão pequenos quanto os caburés (cerca de 60 g) e tão grandes quanto os Jucurutus (cerca de 1 kg).

### Lista de estrigiformes no Brasil
| Nome científico                | Nome popular                                  | Distribuição geográfica            |
| ------------------------------ | --------------------------------------------- | ---------------------------------- |
| Família Tytonidae              |                                               |                                    |
| Tyto alba                      | suindara, coruja-das-torres, coruja-branca    | Todo o Brasil                      |
| Família Strigidae              |                                               |                                    |
| Megascops choliba              | corujinha-do-mato, corujinha-de-orelha        | Todo o Brasil                      |
| Megascopos atricapillus        | corujinha-sapo                                | Centro Sul                         |
| Megascops sanctaecatarinae     | corujinha-do-sul                              | Sul                                |
| Megascops watsonii             | corujinha-amazônica, corujinha-orelhuda       | Norte                              |
| Megascops usta                 | corujinha-relógio                             | Norte                              |
| Megascops guatemalae           | corujinha-de-roraima                          | Roraima                            |
| Bubo virginianus               | jucurutu, corujão-orelhudo, mocho-orelhudo    | Norte, Centro, Sudeste             |
| Pulsatrix perspicillata        | murucututu, corujão, coruja-de-garganta-preta | Todo o Brasil, exceto Sul          |
| Pulsatrix koeniswaldiana       | murucututu-de-barriga-amarela                 | Sudeste                            |
| Strix (=Ciccaba) huhula        | coruja-preta                                  | Todo o Brasil                      |
| Strix (=Ciccaba) virgata       | coruja-de-bigodes, coruja-do-mato             | Quase todo Brasil, exceto Nordeste |
| Strix hylophila                | coruja-pintada, coruja-listrada               | Sudeste e Sul                      |
| Glaucidium brasilianum         | caburé, caburé-ferrugem                       | Todo o Brasil                      |
| Glaucidium minutissimum        | caburezinho, caburé-miudinho                  | Centro-Sul                         |
| Glaucidium hardyi              | caburé-da-Amazônia                            | Norte                              |
| Glaucidium mooreorum           | caburé-de-Pernambuco                          | Pernambuco                         |
| Athene (=Speotyto) cunicularia | coruja-buraqueira, coruja-do-campo            | Todo o Brasil                      |
| Aegolius harrisii              | caburé-canela, caburé-acanelado               | Centro-Sul, Nordeste               |
| Asio stygius                   | mocho-diabo, coruja-diabo                     | Centro-Sul, Norte                  |
| Asio (=Rhinoptynx) clamator    | coruja-orelhuda, mocho-orelhudo               | Todo o Brasil, exceto Amazônia     |
| Asio flammeus                  | mocho-do-banhado, coruja-do-banhado           | Sudeste e Sul                      |
| Lophostrix cristata            | coruja-de-crista, coruja-de-carapuça          | Norte                              |